# Bill Chase
Bill Chase (egentligen William Edward Chiaiese), född 20 oktober 1934 i Boston, Massachusetts, död 9 augusti 1974 i Jackson, Minnesota, var en amerikansk trumpetare.
Chase kom från en italiensk-amerikansk familj och spelade under 1960-talet lead trumpet i Woody Hermans New Thundering Herd. Han spelade också lead trumpet i Maynard Fergusons band.
Han är dock mest känd som ledare för jazzrockbandet "Chase", vilket hann utge tre album innan han tillsammans med piloterna och tre andra bandmedlemmar omkom i ett flyghaveri på väg till en spelning.

## Diskografi
- Chase (1971)
- Ennea (1972)
- Pure Music (1974)